# Notació descriptiva

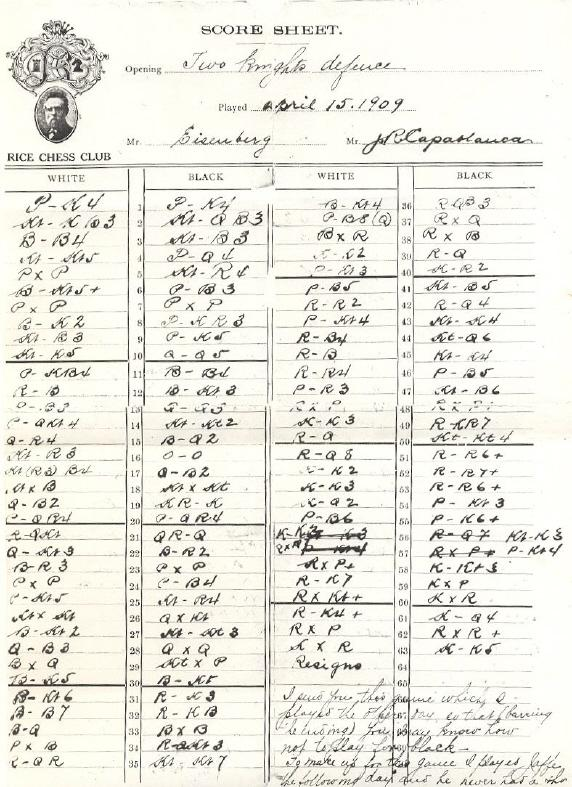
Planella de notació, escrita en notació descriptiva, corresponent a una partida entre Capablanca i Eisenberg, de 15 d'abril de 1909.

La notació descriptiva és un sistema de notació d'escacs que es fa servir per transcriure les jugades, de manera que puguin ser replicades amb precisió. És un sistema en extinció, ja que actualment està substituït per la notació algebraica.
Es basa en una estructura fixa; cada columna té el nom de la peça que hi inicia la partida (TD, CD, AD, D, R, AR, CR, TR), i cada fila es numera a partir d'on està cada jugador, començant per la fila 1 i fins a la fila 8, amb dues numeracions diferents, una per blanques i una altra per les negres. La forma d'anotar la jugada és, en primer lloc la inicial del nom de la peça que es mou, i posteriorment la casella on va, primer la fila i després la columna. Si hi ha possibilitat de confusió s'ha d'indicar a més a més del nom de la peça una dada que permeti evitar la confusió, normalment s'afegeix el cantó del tauler on és (CR2R en lloc de C2R, CD2D en lloc de C2D), tot i que també es pot fer amb el número de la fila on és (C(1)2R en lloc de C2R); igualment passa amb la casella de destinació (A5C en lloc d'A5CR). Si es captura una peça, s'ha d'indicar un signe "x" entre la peça capturant i la casella de destí.
Inicials de les peces:
- P Peó
- C Cavall
- A Alfil
- T Torre
- D Dama o Reina
- R Rei

En anglès s'indiquen per les inicials P, N, B, R, Q i K respectivament.
S'ha d'indicar el nombre de la jugada, i si es fa escac (amb un signe +) o escac i mat (++). Quan un peó corona, cal indicar al final de la jugada un signe = i la peça resultant (P8C=D).
Quan en els llibres es comenta una partida, s'acostumen a afegir signes, d'interrogació (?) si la jugada és dolenta o dos (??) si és un error greu, i signes d'exclamació (!) quan la jugada és bona, o dos (!!) quan és una jugada excepcional. També es poden combinar els dos signes, si es fa (!?) significa una jugada interessant, si es fa al revés (?!) jugada dubtosa, indica que sense arribar a ser dolenta, no és una bona opció en la majoria dels casos.
L'enroc curt se simbolitza O-O o bé 0-0, i l'enroc llarg O-O-O o bé 0-0-0. La captura al pas es fa amb el signe de captura (x) i la casella on arriba el peó que captura.
Exemples de partides en notació descriptiva:
1. P4R P4R

2. C3AR C3AD

3. A4A C3A

4. C5C?! C2R??

5. AxP++
1. P4CR? P4R

2. P3AR?? D5T++

(Anomenat mat del boig)
1. P4R P4R

2. A4A C3AD

3. D5T?! C3AR??

4. DxPA++

(Anomenat mat del pastor o del lleó)